# Anguil
Anguil é um município da província de La Pampa, na Argentina.